# Sourton
Sourton är en ort och civil parish i Storbritannien.   Den ligger i grevskapet Devon och riksdelen England, i den södra delen av landet, 290 km väster om huvudstaden London. Sourton ligger 249 meter över havet och antalet invånare är 420.
Terrängen runt Sourton är platt västerut, men österut är den kuperad. Runt Sourton är det ganska glesbefolkat, med 43 invånare per kvadratkilometer. Närmaste större samhälle är Okehampton, 7,2 km nordost om Sourton. Trakten runt Sourton består i huvudsak av gräsmarker.